# Onthophagus aesopus
Onthophagus aesopus là một loài bọ cánh cứng trong họ Bọ hung (Scarabaeidae).